# Кертланд, Дуглас
Дуглас Эдвин Кертланд (англ. Douglas Edwin Kertland; 23 ноября 1887, Торонто — 4 марта 1982, неизвестно) — канадский архитектор, а также гребец, бронзовый призёр летних Олимпийских игр 1908 года.
На Играх 1908 года в Лондоне Кертланд был рулевым в экипаже восьмёрок. Эта команда выиграла четвертьфинал, но проиграла полуфинал будущим чемпионам из Великобритании и разделила в итоге третье место, получив бронзовые награды.